# Dog River (Churchill River)
Der Dog River („dog“ englisch für Hund) ist ein etwa 142 km langer rechter Nebenfluss des Churchill River in der kanadischen Provinz Manitoba.

## Verlauf
Der Dog River entspringt 6 km östlich vom Bradshaw Lake auf einer Höhe von etwa 180 m. Er fließt anfangs nach Osten. Nach Erreichens der Hudson Bay-Niederung wendet sich der Dog River in Richtung Nordnordost und schließlich nach Norden. Der Deer River verläuft östlich des Dog River, ebenfalls in nördlicher Richtung, und mündet schließlich in den Dog River, 2,5 km oberhalb dessen Mündung in den Unterlauf des Churchill River. Unterhalb der Einmündung des Dog River fließt der Churchill River noch 45 km in nördlicher Richtung zur Hudson Bay.